# A51高速公路
A51高速公路是法國的一條高速公路，全長146公里，後延伸27公里，部分路段於1953年建成及通車。A51是歐洲E712公路的一部分。